# Estación de Corroios
La Estación Ferroviária de Corroios, igualmente conocida como Estación de Corroios, es una plataforma de la Línea del Sur, que sirve a la localidad de Corroios, en el ayuntamiento de Seixal, en Portugal.

## Descripción

### Vías y plataformas
En enero de 2011, tenía dos vías de circulación, ambas con 357 metros de longitud; las plataformas tenían ambas 90 centímetros de altura, y 227 metros de extensión.